# Districte de Pilibhit
El districte de Pilibhit (hindi: ज़िला पीलीभीत, urdú: ضلع پیلی بھیت) és una divisió administrativa d'Uttar Pradesh amb capital a Pilibhit, dins la divisió de Bareilly. Hi ha una important població sikh, en part establerta després de la partició de 1947, procedent del Pakistan, així com de bengalís hindús, establerta també al mateix temps. El 2008 es va obrir la Pilibhit Tiger Reserve. La superfície del districte és de 3.504 km².

## Població
La població és d'1.645.183 habitants (cens del 2001). Les castes principals són, chamars, pasis i dhobis; tribus adivasis són els tharu i els bhòties. Les principals ciutats són Pilibhit, Bisalpur i Puranpur.

## Administració
- Tehsils 	5
- Blocks 	7
- Panchayat Ghar 	208
- Gram Panchayat 	599
- Nayay Panchayat 	78
- Nagar Palika 	5
- Nagar Panchayat 	15
- Thanes (estacions de policia) 	28

Els blocs de desenvolupament (blocks) són set:
- Amaria
- Barkhera
- Bilsanda
- Bisalpur
- Lalorikhera
- Marori
- Puranpur

I els quatre tehsils són: 
- Pilibhit
- Barkhera
- Puranpur
- Bisalpur

## Geografia
Els rius principals són: 
- Sharda o Sarda
- Chauka o Chuka
- Khanaut
- Mala
- Devhuti Ganga o Devha
- Lohia
- Ghaghra
- Rapatua
- Sundaria
- Kailas
- Absara

Llacs: 
- Drumand
- Pangaili Fulhar
- Mahadev
- Bari
- Anwar Ganj
- Balpur
- Ramlila Maidan

Canals:
- Sharda o Sarda
- Hardoi (branca)
- Kheri (branca)
- Sharda Sagar
- Outlet

## Història
Al final del segle X una línia de prínceps de la família Chhinda va governar al nord del districte. No se'n sap res més que els seus noms trobats en una inscripció prop de Dewal, on diu que van fer un canal. El districte fou ocupat per ahirs, banjares i rajputs dels clans Bacchal i Katheriya, que finalment foren expulsats pels musulmans a partir del segle xiii.
La història coneguda comença amb l'ascens dels rohilles afganesos al segle xviii quan Pilibhit va caure el 1754 en mans d'Hafiz Rahmat Khan el gran líder dels rohilles després de la mort d'Ali Muhammad. Hafiz va residir per un temps a Pilibhit, on va construir una mesquita i muralles i algun mercat. Hafiz Rahmat Khan va morir en una batalla prop de Katra el 1774 (batalla de Miranka Katra), lliurada entre rohilles i el nawab d'Oudh que tenia l'ajut d'una força britànica enviada per Warren Hastings. Pilibhit fou ocupada sense resistència i va esdevenir part dels nous dominis afegits a Oudh. El 1801 va passar als britànics amb la resta del Rohilkhand sent cedit en lloc del pagament d'un tribut.
El territori fou inclòs en el districte de Bareilly. Entre 1833 i 1842 una bona part fou inclosa amb altres tehsils en un districte anomenat North Bareilly; el 1842 aquest districte fou suprimit i va retornar al districte de Bareilly, on es va crear una subdivisió formada per Pilibhit, Puranpur i altres territoris menors. Durant el motí de 1857 la subdivisió fou inclosa a la divisió de Bareilly. Les notícies de la revolta de Bareilly van arribar a Pilibhit el juny i aviat va esclatar un revolta entre el poble; el magistrat adjunt es va haver de retirar a Nainital; els pobles de la rodalia foren objecte de saqueig per zamindars de la zona, rivalitzant un amb l'altra. La ciutat va quedar en mans de Khan Bahadur Khan, nawab rebel de Bareilly i net d'Hafiz Rahmat Khan. L'orde fou restaurat el 1858 i en endavant no hi va haver altres conflictes excepte uns disturbis locals entre hindús i musulmans (durant un festival hindú) reprimits en sang el 1871.
La subdivisió de Pilibhit (amb Paranpur) va esdevenir districte separat el 1879. El 1880 el tahsil de Bareilly va quedar al districte de Bareilly i el de Bisalpur fou unit al districte de Pilibhit. El districte formà part de les Províncies del Nord-oest i després Províncies Unides d'Agra i Oudh, sempre dins la divisió de Bareilly. Tenia 5 ciutats i 1056 pobles. La població era:
- 1872: 492.098
- 1881: 451.601
- 1891: 485.108
- 1901: 470.339
- 1911: 487.632
- 1921: 431.604
- 1931: 448.824
- 1941: 490.699
- 1951: 504,391
- 1961: 616.301
- 1971: 752.151
- 1981: 1.008.332
- 1991: 1.283.103

Administrativament formaven el districte tres tahsils: 
- Bisalpur
- Pilibhit
- Puranpur

El tahsil de Pilibhit tenia una superfície de 1.228 km² iuna població de 184.922 habitants el 1901, repartida en 390 pobles i tres ciutats incloent la capital del tehsil i del districte, Pilibhit, amb 33.490 habitants.
Les ciutats principals eren Pilibhit i Puranpur que eren municipalitats. El 82% de la població eren hindús i el 17% musulmans. La llengua habitual era l'hindi, dialecte occidental, subdialecte kanaujia. les castes eren kisans, kurmis, todhes, chamars, bramans i muraos
Al llarg del segle XX els enfrontamentes entre musulmans i hindús s'han reproduït diverses vegades (1926. 1931, 1942, 1946. 1960, 1962, 1980, 1984, 1986 i 1992).

## Arqueologia
Hi ha importants restes a Dewal.